# 藤原親国
藤原 親国（ふじわら の ちかくに）は、平安時代中期の貴族。藤原北家山蔭流、加賀守・藤原為盛の子。官位は従四位上・大和守。

## 経歴
権大納言・藤原能信の家司を務めた。三条朝の長和2年（1013年）左近衛将監の官職にあったが、斎宮・当子内親王の初斎院に際して、左近衛権中将・藤原能信らとともに御前に供奉している。
後一条朝にて中務権少輔・左衛門佐など京官を歴任。のち、後朱雀朝で大舎人頭に河内守を兼ねると、後冷泉朝の康平3年（1060年）大和守に任ぜられるなど受領も務めた。
親国自身は従四位上に終わったが、娘の親子が白河天皇の乳母となり従二位に叙されている。

## 官歴
- 長和2年（1013年） 8月10日：見左近衛将監[2][3]
- 治安元年（1021年） 2月2日：見中務少輔[4]
- 万寿2年（1025年） 2月4日：見左衛門佐[5]
- 長暦3年（1039年） 8月：見大舎人頭兼河内守[6]
- 康平3年（1060年） 正月28日：見大和守[7]

## 系譜
- 父：藤原為盛
- 母：不詳
- 生母不詳の子女
  - 男子：親慶
  - 男子：観賢
  - 男子：深尊
  - 女子：藤原親子（1021-1093） - 藤原隆経室、白河天皇乳母